# Veerle Eyckermans
Veerle Eyckermans, née le 2 mai 1962 à Wilrijk (Belgique), est une actrice belge.

## Filmographie partielle

### Cinéma
- 2014 : Brabançonne de Vincent Bal : Brigitte

### Télévision
- 1988 : Merlina (série télévisée) : Winkeljuffrouw
- 1990 : Langs de kade (série télévisée)
- 1990 : Alfa Papa Tango (série télévisée)
- 1991 : De bossen van Vlaanderen (série télévisée) : Agnes Mertens
- 1991 : Surprise Weekend(TV) : Dora
- 1990 : Commissaris Roos (série télévisée) : Vicky
- 1992 : RIP TV series (série télévisée) : Rozeke Brandts
- 1992 : Made in Vlaanderen: Willems & Co(TV)
- 1993 : Bex & Blanche (série télévisée)
- 1989 : Postbus X (série télévisée) : Jessi Kumps
- 1995 : Niet voor publikatie (série télévisée) : Mevrouw Pellegroms
- 1995 : Kulderzipken (série télévisée) : Moeder van de Duivel
- 1997 : Diamant (série télévisée) : Marleen
- 1998 : Hof van Assisen (nl) (série télévisée) : Meester De Smet
- 1999 : De Makelaar (série télévisée) : Ellen De Ridder
- 1999 : Samson en Gert (série télévisée) : Moeder
- 1999 : 2 straten verder (série télévisée) : Vrouw Constant
- 2000 : Recht op recht (série télévisée) : Evelyne Moorthamer
- 2004 : Witse (série télévisée) : Mevrouw Vanderbeke
- 2004 : Rupel (série télévisée) : Femke Dewael
- 2004 : Flikken (série télévisée) : Annette Dierckx
- 2005 : De wet volgens Milo (série télévisée) : Rechter Peeters
- 2004 : Thuis (série télévisée) : Agente Magda Clerckx
- 2007 : Zone stad (série télévisée) : Wetsdokter
- 1994 : F.C. De Kampioenen (série télévisée) : Schepen Degraeve
- 2007 : Sara (nl), (série télévisée créée par Geoffrey Enthoven) : Lut
- 2009 : Aspe (série télévisée) : Suzanne Cuyvers
- 2009 : Amika (série télévisée) : Marie-Louise de la Fayette
- 2009 : De Rodenburgs (série télévisée) : Agnes
- 2011 : Code 37 (série télévisée) : Emma
- 2013 : Danni Lowinski (série télévisée) : Directrice rusthuis
- 2013 : Albert II (série télévisée) : la reine Paola
- 2015 : Urgence disparitions (Vermist) (série télévisée) : Els
- 2014 : Vriendinnen (série télévisée) : Nel Vercammen